# Ами-садука
Ами-Садука је био претпоследњи владар Прве вавилонске династије. Према доњој хронологији, владао је од 1582. до 1562. године п. н. е. 

## Владавина
Ами-Садука је на престолу наследио свога оца Ами-Дитана. Познат је једино по прокламовању Указа који подсећа на неки вид законика. Први указ прокламовао је почетком своје владавине, а други 1637. године п. н. е. На Горњу Месопотамију више није ни претендовао. Ту су се већ формирале самосталне државе: Асирија и Ханејско царство.
Један од значајнијих догађаја Амисадукове владавине било је и посматрање изласка планете Венере 1639. године. Овај датум постаје астрономска одредница на основу које је могуће утврдити хронологију овог периода. Наследио га је син Шамсу-дитана. Хетити ће током његове владавине освојити и разрушити Вавилон чиме је окончано постојање Старог вавилонског царства.

## Краљеви Прве вавилонске династије
| Краљ         | Владавина                                   | Коментар                                                               |
| ------------ | ------------------------------------------- | ---------------------------------------------------------------------- |
| Сумуабум     | око 1830—1817 п. н. е. (Кратка хронологија) | Оснивач дианстије                                                      |
| Суму-ла-Ел   | око 1817—1781 п. н. е.                      |                                                                        |
| Сабиум       | око 1781—1767 п. н. е.                      |                                                                        |
| Апил-Син     | око 1767—1749 п. н. е.                      |                                                                        |
| Син-мубалит  | око 1748—1729 п. н. е.                      |                                                                        |
| Хамураби     | око 1728—1686 п. н. е.                      | Царство достиже врхунац, простире се на територији читаве Месопотамије |
| Шамсу-Илуна  | око 1686—1648 п. н. е.                      |                                                                        |
| Абиешу       | око 1648—1620 п. н. е.                      |                                                                        |
| Ами-дитана   | око 1620—1583 п. н. е.                      |                                                                        |
| Ами-садука   | око 1582—1562 п. н. е.                      |                                                                        |
| Шамсу-Дитана | око 1562—1531 п. н. е.                      | Пад Вавилона                                                           |